# Lago Mogote
Lago Mogote är en sjö i Argentina.   Den ligger i provinsen Santa Cruz, i den södra delen av landet, 1 900 km sydväst om huvudstaden Buenos Aires. Lago Mogote ligger 844 meter över havet. Arean är 4,9 kvadratkilometer. Den sträcker sig 4,6 kilometer i nord-sydlig riktning, och 3,9 kilometer i öst-västlig riktning.
Trakten runt Lago Mogote består i huvudsak av gräsmarker. Trakten runt Lago Mogote är nära nog obefolkad, med mindre än två invånare per kvadratkilometer.